# 3150
3150（三千百五十、さんぜんひゃくごじゅう）は、自然数または整数において、3149の次で3151の前の数である。

## 性質
- 3150は合成数であり、約数は1, 2, 3, 5, 6, 7, 9, 10, 14, 15, 18, 21, 25, 30, 35, 42, 45, 50, 63, 70, 75, 90, 105, 126, 150, 175, 210, 225, 315, 350, 450, 525, 630, 1050, 1575, 3150である。
  - 約数の和は9672。
- 611番目のハーシャッド数である。1つ前は3144、次は3160。
  - 9を基としたとき149番目のハーシャッド数である。1つ前は3141、次は3204。
- 3150 = 2 × 32 × 52 × 7
  - 4つの異なる素因数の積で p 2 × q 2 × r × s の形で表せる8番目の数である。1つ前は3060、次は3276。(オンライン整数列大辞典の数列 A179690)
  - 3150 = 10 × 15 × 21
    - 3連続三角数の積で表せる数である。1つ前は900、次は8820。(オンライン整数列大辞典の数列 A071910)
- 約数の和が3150になる数は2個ある。(1796, 2098) 約数の和2個で表せる175番目の数である。1つ前は3078、次は3162。

## その他 3150 に関連すること
- 紀元前3150年ごろに上エジプトのナルメル王が下エジプトのブトなどの都市を押さえてエジプト最古の統一王朝であるエジプト第1王朝を建設した。
- 学習指導要領で定められている日本の中学校の3年間の総授業時数は3150コマである。
- 京成3150形電車
- 国鉄3150形蒸気機関車
- 名鉄3150系電車
- GMA 3150 - インテルが開発したグラフィックコントローラ
- 3150万秒と、少し
- 3150の語呂合わせから、俗に「最高」を表現する際に用いられる[1]。特に2018年頃からこの用法が若者の間で爆発的に流行し、2018年『インスタ流行語大賞』では、人気上位20語の1つに選ばれた。以下にまとめる。
  - プロボクサー「亀田三兄弟」の父親である亀田史郎が、自身のYouTube動画やブログ、Instagram内で頻繁に使用したことから若者に広まったとされている[2]。
  - この用法の初出は、亀田興毅が二階級制覇を達成した翌日の2009年11月30日に投稿された亀田史郎のブログとされる[3]。
  - 「最高」の代替表記として用いる他にも、亀田が考案した両拳を横に突き出す「3150ポーズ」をとった写真が投稿されることも多い。2019年3月に福岡ソフトバンクホークスに所属する柳田悠岐が満塁弾でチームを逆転勝利に導いた際、カメラの前で「3150ポーズ」を披露したことや、2020年6月に阪神タイガースの糸井嘉男が2019年10月の左足首手術からの復活を宣言する際に用いたことが話題となった。
  - ただし、ソフトバンクの球団スローガンは、読みは「サイコー!」ではあるが、「3150」ではなく「S15」と表記されていた。
  - 2020年8月1日には、亀田史郎の公式YouTubeチャンネルで新人ボクサー育成企画「3150ファイトクラブ」を始動した[4]。